# کمیسیون ملی تحقیق شهروندان
کمیته ملی تحقیقات شهروندان در مورد جنایات جنگی ایالات متحده در ویتنام توسط رالف شوئنمن در نوامبر ۱۹۶۹ در نیویورک تأسیس شد تا جنایات آمریکا را در سراسر هند و چین را مستند کند. تشکیل این سازمان با افشای کشتار مای لای در ۱۲ نوامبر ۱۹۶۹ توسط سیمور هرش، که برای نیویورک تایمز می‌نوشت، زمینه چینی شد.

## ریشه‌ها
رالف شوئنمن قبلاً در دادگاه بین‌المللی جنایت‌های جنگی که توسط برتراند راسل تأسیس شده بود کار کرده بود. کمیسیون تحقیق یک هیئت سیاست‌گذاری داشت که شامل نوام چامسکی، شوئنمن، دیک گرگوری، ملوین ال ولف، مدیر بخش حقوقی اتحادیه آزادی‌های مدنی آمریکا، اریک سیتز، دبیر اجرایی انجمن ملی وکلای و اندی استیپ بود.
رالف شوئنمن، کمیته ملی کمیسیون تحقیقات شهروندان در مورد جنایت‌های جنگی ایالات متحده آمریکا در ویتنام را با اظهارات دو فعال ضدجنگ چپ نو، تاد انساین و جرمی ریفکین آغاز کرد. در اوایل سال ۱۹۷۰ چندین کهنه سرباز جنگ ویتنام، از جمله رابرت بووی جانسون، کاپیتان سابق پیاده‌نظام، و مایکل اوهل، ستوان اول بازنشسته در اطلاعات نظامی ارتش آمریکا، به آنها پیوستند.

## تاریخچه جلسات و وقایع
اولین کنفرانس مطبوعاتی کمیته ملی تحقیقات شهروندان در مورد جنایات جنگی ایالات متحده در ویتنام در تورنتو، کانادا، ۴ مارس ۱۹۷۰ برگزار شد. کمیته ملی کمیسیون تحقیقات شهروندان در مورد جنایات جنگی ایالات متحده در ویتنام به برگزاری کنفرانس‌های مطبوعاتی در شهرهای دیگر ادامه داد، که در یک تحقیق سه روزه ملی کهنه سربازان، در واشینگتن دی سی در ۱، ۲ و ۳ دسامبر برگزار شد

### اتفاقات مهم
- ۷ آوریل ۱۹۷۰: دیوید برسام، افسر سابق ارتش. پیتر فوسل، تفنگدار سابق تفنگداران نیروی دریایی؛ و رابرت بی جانسون، کاپیتان و کشیش سابق ارتش مدعی شدند که سرهنگ لوئیس بیزلی، اولین غواص هوایی ۹ سواره نظام، از هلیکوپتر خود، غیرنظامیان ویتنامی را که «اقدام به فرار انجام می‌دادند» را به قتل رساند. مکان این واقعه ارتفاعات مرکزی در شمال داک تو در تاریخ اوت ۱۹۶۷عنوان شد.[۷]
- ۷ مه ۱۹۷۰: لری روتمن، ستوان یکم بازنشسته، تأیید کرد که در سال‌های ۱۹۶۷ و ۱۹۶۸ در پایگاه هوایی Bien Hoa آمریکا، گاز اعصاب ذخیره شده در پایگاه هوایی آمریکا را دیده‌است. مایکل اول، ستوان اول ارتش آمریکا نیز مدعی شد که ۱۵ بار شاهد شکنجه الکتریکی بوده‌است.[۸]
- ۱۹ ژوئیه ۱۹۷۰: شش سرباز کهنه سرباز ارتش از استفاده از برق برای شکنجه زندانیان خبر می‌دهند. کسانی که شهادت می‌دهند عبارتند از: رابرت استم، گروهبان، گروه ۱۷۲ اطلاعات نظامی، وابسته به تیپ ۱۷۳ هوابرد. مایکل اوهل، ستوان اول، اطلاعات نظامی، بخش آمریکایی؛ پیتر مارتینسن، Sp/5، بخش 542 MI، لشکر ۱۰۱ هوابرد؛ جان پاتون، ستوان دوم، هنگ یازدهم، لشکر آمریکایی؛ ادوارد مورفی، گروهبان، گروهان 4th MI، لشکر ۴ پیاده‌نظام؛ فرد براون، بخش ۱۷۲ اطلاعات نظامی، وابسته به تیپ ۱۷۳ هوابرد.[۹]
- ۲۸ اکتبر ۱۹۷۰: مایک مک کاسکر، گروهبان، گردان ۱، هنگ ۵، لشکر ۵ پیاده‌نظام دریایی، فاش می‌کند که در ۶ سپتامبر ۱۹۶۶، واحد او هر چیزی را که در دو روستا در نزدیکی چو لای حرکت می‌کرد، نابود کردند. مایکل شپرد، پزشک نیروی ویژه، لشکر ۱۰۱ هوابرد، گزارش داد که شاهد تیراندازی به زندانیان مجروح بوده‌است. نیک کینلر، متخصص جنگ شیمیایی، از شاهد قتل‌عام توسط سربازان آمریکایی روستائیانی بود که با گاز اشک آور از پناهگاه‌ها تعقیب شده بودند.[۱۰]
- ۲۴ نوامبر ۱۹۷۰: سه افسر وظیفه فعال و سه کهنه سرباز، فرماندهان ایالات متحده را به خاطر سیاست‌هایی که منجر به جنایات نظامیان سطح زمین می‌شود، سرزنش می‌کنند. افسران وظیفه ارتش که همگی در فورت مید، مریلند مستقر بودند، عبارت بودند از: سروان. ادوارد فاکس، سروان گریر مروین و سروان رابرت مسترز این سه کهنه سرباز عبارتند از: لویی فونت، ستوان، فارغ‌التحصیل وست پوینت. رابرت جانسون، سروان ارتش؛ و تی. گریفیث الیسون، سرجوخه تفنگداران دریایی.[۱۱]
- ۱ تا ۳ دسامبر ۱۹۷۰: چهل نفر از کهنه سربازان جنگ ویتنام در هتل Dupont Plaza در واشینگتن دی سی در تحقیقات ملی کهنه سربازان در مورد سیاست جنایات جنگی ایالات متحده شهادت دادند. آنها دربارهٔ جنایاتی که یا شاهد بوده‌اند یا در آن شرکت داشته‌اند شهادت می‌دهند. آنها عقیده دارند که جنایات جنگی سربازان آمریکایی در ویتنام نتیجه منطقی سیاست‌های فرماندهی است.[۱۲][۱۳][۱۴]
- ۲ اوت ۱۹۷۱: مایکل اول در مورد برنامه فونیکس با سوگند به کمیته فرعی عملیات خارجی کنگره و اطلاعات دولتی کمیته عملیات دولتی مجلس نمایندگان ایالات متحده شهادت داد.[۱۵]